# Sportskeeda
Sportskeeda是印度的体育和电子竞技新闻网站，成立于2009年。它由Absolute Sports Private Limited运营，由印度电子游戏公司Nazara Technologies持有。该网站主要提供关于体育、电子竞技和流行文化的新闻、专题、评论和视频。

## 历史
Sportskeeda由波鲁什·贾殷（Porush Jain）和他的体育爱好者同伴斯里尼瓦斯·古德伯（Srinivas Cuddapah）创立。
该网站的运营最初在贾殷父亲的办公室进行，该办公室位于诺伊达，2011年其业务迁往班加罗尔。Sportskeeda在最初几年得到了风险投资资金的支持。2011年，资助早期创业公司的组织Seedfund向Sportskeeda投资了2800万卢比。该公司在2014年实现了盈利。Seedfund在2019年退出投资，当时Nazara Technologies以1亿美元的估值收购了该网站的大部分股份。2022年5月，公司在美国特拉华州成立了100%持股的子公司Sportskeeda Inc.。

## 报道和影响
通过其职业摔跤内容，Sportskeeda在美国拥有一定的关注度。电子竞技和游戏是Sportskeeda内容的重要组成部分，在2019冠状病毒病疫情期间体育比赛暂停后更是如此。从2020年至2022年，该网站的月平均用户数从1500万增长到8000万，用户增长率达到了433%。Sportskeeda还与浏览器和移动设备代工生产商建立了合作关系。